# طصاق (المهرة)

تعديل مصدري - تعديل

طصاق هي إحدى قرى مديرية المسيلة التابعة لمحافظة المهرة، بلغ تعداد سكانها 11 نسمة حسب تعداد اليمن لعام 2004.